# Arkadiusz Kozubek
Arkadiusz Stefan Kozubek (ur. 1947 w Tarnowskich Górach, zm. 20 maja 2016) – polski biochemik, profesor i wykładowca Uniwersytetu Wrocławskiego.

## Życiorys
Urodzony w 1947 r. w Tarnowskich Górach. W 1969 r. ukończył studia w zakresie biochemii. Doktoryzował się w 1973 r., habilitację uzyskał w 1985 r., a nominację profesorską otrzymał w 1998 r. Od 1984 do 1996 r. był kierownikiem Pracowni Błon Biologicznych Instytutu Biochemii Uniwersytetu Wrocławskiego, po czym objął kierownictwo Zakładu Lipidów i Liposomów Instytutu Biochemii i Biologii Molekularnej UWr. Równocześnie w latach 1988–1989 i 1999–2002 wicedyrektor Instytutu Biochemii i Biologii Molekularnej UWr, a od 2002 r. dyrektor tego instytutu, jeden z pomysłodawców utworzenia Wydziału Biotechnologii UWr.
Od 1969 r. należał do Polskiego Towarzystwa Biochemicznego, był członkiem Polskiego Towarzystwa Biofizycznego i w latach 1990–1994 był prezesem jego wrocławskiego oddziału, należał Polskiego Towarzystwa Biologii Komórki. Członek komisji Biologii Molekularnej i Biotechnologii Oddziału Polskiej Akademii Nauk we Wrocławiu od 1986 r. i członek Komitetu Biochemii i Biofizyki PAN od 2003 r. Współtworzył Międzyuczelniane Centrum Biotechnologii Agregatów Lipidowych i czasopismo Cellular & Molecular Biology Letters.
Twórca polskiej szkoły liposomowej. Promotor ośmiu doktorów, autor ponad 200 publikacji.
Zmarł 20 maja 2016 r., pochowany na cmentarzu na Psim Polu we Wrocławiu.
Odznaczony Złotym Krzyżem Zasługi.